# Lega B 2007 (football americano)
La Lega B 2007 è stata la 16ª edizione del campionato di football americano di secondo livello, organizzato dalla SAFV.

## Squadre partecipanti
| Club                | Città     | Stadio | Sponsor ufficiale | Risultato nella stagione 2006 |
| ------------------- | --------- | ------ | ----------------- | ----------------------------- |
| Fribourg Cardinals  | Friburgo  |        |                   | Terzo posto in Lega B         |
| Geneva Seahawks     | Ginevra   |        |                   | Quarto posto in Lega B        |
| Landquart Broncos   | Igis      |        |                   | Secondo posto in Lega B       |
| Sankt Gallen Vipers | San Gallo |        |                   | Quinto posto in Lega B        |
| Bienna Jets         | Bienne    |        |                   | Quinto posto in LNA           |

## Stagione regolare

### Calendario

#### 1ª giornata
| 1º aprile 2007 | Landquart Broncos | 20 – 8 | Geneva Seahawks |  |

| 1º aprile 2007 | Bienna Jets | 46 – 6 | Sankt Gallen Vipers |  |

#### 2ª giornata
| 9 aprile 2007 | Geneva Seahawks | 50 – 0 | Sankt Gallen Vipers |  |

#### 3ª giornata
| 15 aprile 2007 | Geneva Seahawks | 14 – 0 | Fribourg Cardinals |  |

| 15 aprile 2007 | Sankt Gallen Vipers | 0 – 39 | Landquart Broncos |  |

#### 4ª giornata
| 22 aprile 2007 | Landquart Broncos | 28 – 42 | Bienna Jets |  |

| 22 aprile 2007 | Sankt Gallen Vipers | 0 – 16 | Fribourg Cardinals |  |

#### 5ª giornata
| 29 aprile 2007 | Bienna Jets | 40 – 18 | Geneva Seahawks |  |

| 29 aprile 2007 | Fribourg Cardinals | 14 – 29 | Landquart Broncos |  |

#### 6ª giornata
| 6 maggio 2007 | Fribourg Cardinals | 30 – 48 | Bienna Jets |  |

#### 7ª giornata
| 13 maggio 2007 | Sankt Gallen Vipers | 0 – 43 | Geneva Seahawks |  |

| 13 maggio 2007 | Bienna Jets | 50 – 0 () | Fribourg Cardinals |  |

#### 8ª giornata
| 19 maggio 2007 | Landquart Broncos | 29 – 0 | Sankt Gallen Vipers |  |

| 20 maggio 2007 | Fribourg Cardinals | 6 – 36 | Geneva Seahawks |  |

#### 9ª giornata
| 3 giugno 2007 | Geneva Seahawks | 30 – 12 | Bienna Jets |  |

| 3 giugno 2007 | Landquart Broncos | 25 – 8 | Fribourg Cardinals |  |

#### 10ª giornata
| 10 giugno 2007 | Bienna Jets | 12 – 41 | Landquart Broncos |  |

| 10 giugno 2007 | Fribourg Cardinals | 20 – 0 | Sankt Gallen Vipers |  |

#### 11ª giornata
| 17 giugno 2007 | Geneva Seahawks | 29 – 8 | Landquart Broncos |  |

| 17 giugno 2007 | Sankt Gallen Vipers | 12 – 42 | Bienna Jets |  |

### Classifica
La classifica della regular season è la seguente:
- PCT = percentuale di vittorie, G = partite giocate, V = partite vinte, P = partite perse, PF = punti fatti, PS = punti subiti
- Le prime due classificate si sfidano nella finale; la vincente è promossa in LNA 2008 (verde)

| Pos. | Squadra             | PCT  | G | V | P | PF  | PS  |
| ---- | ------------------- | ---- | - | - | - | --- | --- |
| 1    | Landquart Broncos   | .750 | 8 | 6 | 2 | 219 | 113 |
| 2    | Geneva Seahawks     | .750 | 8 | 6 | 2 | 228 | 86  |
| 3    | Bienna Jets         | .750 | 8 | 6 | 2 | 292 | 165 |
| 4    | Fribourg Cardinals  | .250 | 8 | 2 | 6 | 94  | 202 |
| 5    | Sankt Gallen Vipers | .000 | 8 | 0 | 8 | 18  | 285 |

## Finale
| 8 luglio 2007 | Landquart Broncos | 7 – 6 | Geneva Seahawks |  |

## Verdetti
- Landquart Broncos promossi in LNA 2008